# Tux Paint
Tux Paint — вільна програма для малювання, орієнтована на маленьких дітей. Спочатку була створена для GNU/Linux, але зараз доступна і для Microsoft Windows, Apple MacOS X, BeOS та інших платформ. Багатомовний інтерфейс (зокрема російська, українська).
На відміну від могутніх графічних редакторів типу Photoshop чи GIMP, Tux Paint розрахований на дітей від трьох років. Тому інтерфейс зроблений яскравим та максимально зрозумілим а дії мають цікавий звуковий супровід. Всі елементи представлені у вигляді іконок, щоб програмою могла користуватися навіть дитина, яка не вміє читати. 
Збереження і відкриття раніше збереженого зображення не вимагає уявлення про файлову систему (так само, як, наприклад, у Palm OS). Для швидшого освоєння програми дитиною, передбачений мультиплікаційний помічник — пінгвін Tux, який підкаже, для чого потрібний той або інший інструмент, і дасть пораду до кожного діалогу в програмі.
При малюванні можна використовувати пензлики, лінії, форми і так далі. Підтримуються різноманітні фільтри, наприклад, посвітлення і затемнення. У програмі є велика колекція зображень-шаблонів (все під вільною ліцензією) для використання у малюванні. Вставка готових шаблонів здійснюється легко через меню Штампи, при цьому в правій 
інструментальній панелі на кнопках з'являються мініатюри зображень-шаблонів (штампів). Для кожного штампу можна підібрати індивідуальний звук. У налаштуваннях можна відключати різні функції програми (друк, звук, закриття програми), для обмеження використання цього графічного редактора дітьми.
Емблемою програми є пінгвін Tux — символ Linux, який так само присутній і у назві. Друга складова назви — слово Paint (/peɪnt/, англ. «малювати фарбами») — вказує на приналежність програми до растрових графічних редакторів.
У версії 0.9.17 додана можливість працювати з штампами у векторному форматі SVG.
У Tux Paint 0.9.18 збільшилася кількість доступних кольорів (кнопка довільного кольору), інструментарій «Магія» винесено у додатки (також можна додавати власні «магічні» додатки). Серед інструментів «Магії» з'явилися каліграфічне  перо, квіти, піна, брижі, калейдоскоп.